# Anthony Rodriguez (Judoka)
Anthony Rodriguez (* 4. November 1979 in Orléans) ist ein ehemaliger französischer Judoka. Er war 2007 Weltmeisterschaftszweiter im Halbmittelgewicht.

## Sportliche Karriere
Anthony Rodriguez war 1998 Zweiter der Junioreneuropameisterschaften im Leichtgewicht. Ende 2000 wechselte er ins Halbmittelgewicht, die Gewichtsklasse bis 81 Kilogramm. Bei den Europameisterschaften 2002 schied er im Achtelfinale aus. 2003 gewann er seinen einzigen französischen Meistertitel. Im Jahr darauf siegte er beim Tournoi de Paris.
2005 unterlag Rodriguez bei den Europameisterschaften in Rotterdam dem Niederländer Guillaume Elmont im Viertelfinale. Mit zwei Siegen in der Hoffnungsrunde erreichte er den Kampf um eine Bronzemedaille, den er gegen den Briten Euan Burton verlor. Dreieinhalb Monate später erreichte er bei den Weltmeisterschaften 2005 das Halbfinale. Nach Niederlagen gegen den Algerier Abderrahmane Benamadi im Kampf um den Finaleinzug und gegen den Japaner Takashi Ono im Kampf um Bronze belegte Rodriguez auch hier den fünften Platz. Zwei Jahre später erreichte er bei den Weltmeisterschaften 2007 in Rio de Janeiro das Finale durch einen Halbfinalsieg über Euan Burton. Im Finale unterlag er dem Brasilianer Tiago Camilo. Zum Abschluss seiner Karriere nahm Rodriguez an den Olympischen Spielen 2008 in Peking teil. Dort verlor er seinen Auftaktkampf gegen den Kubaner Oscar Cárdenas.